# Janice L. Platt
Janice L. Platt (* 20. Jahrhundert) ist eine Filmproduzentin und Oscarpreisträgerin.

## Karriere
Janice L. Platts Karriere im Filmgeschäft begann im Jahr 1981 mit dem Kurzfilm The Olden Day Coat, wofür sie als Produzentin verantwortlich war. Im Jahr darauf war sie für den Dokumentarfilm Die blutig ernste Geschichte des Grafen Dracula, in dem Vincent Price als Off-Sprecher zu hören ist und die Geschichte über Dracula erzählt, ebenfalls für die Produktion verantwortlich. Für den Kurzfilm Boys and Girls erhielt Platt bei der Oscarverleihung 1984 einen Oscar in der Kategorie „Bester Kurzfilm“.
Für ihre Mitwirkung an dem Kurzfilm The Painted Door erhielt Platt gemeinsam mit Michael MacMillan bei der Oscarverleihung 1985 ihre zweite Oscarnominierung. Nach 22 Filmproduktionen, wofür sie mitverantwortlich war und überwiegend mit Michael MacMillan zusammenarbeitete, beendete sie ihre Karriere im Filmgeschäft 1986 mit dem Kurzfilm A Sick Call.

## Filmografie (Auswahl)
- 1981: The Olden Days Coat (Kurzfilm)
- 1982: Die blutig ernste Geschichte des Grafen Dracula (Vincent Price’s Dracula, Dokumentarfilm)
- 1983: Boys and Girls (Kurzfilm)
- 1984: The Painted Door (Kurzfilm)
- 1986: A Sick Call (Kurzfilm)